# Propafenon
Propafenon ist ein Arzneistoff aus der Gruppe der Antiarrhythmika, der in der Behandlung von Herzrhythmusstörungen eingesetzt wird. Nach der Einteilung von E. Vaughan Williams gehört Propafenon zu Klasse I der Antiarrhythmika (Natriumkanalblocker), genauer (zusammen mit Flecainid) zur Klasse IC.

## Klinische Angaben
Propafenon wird (intravenös mit 0,5 bis 1 mg/kg) unter anderem bei ventrikulären Tachykardie und ventrikulären Extrasystolen verwendet. Bei Vorhofflimmern (mit Tachyarrhythmia absoluta) kann es ebenfalls verwendet werden.

## Pharmakologische Eigenschaften

### Wirkungsmechanismus (Pharmakodynamik)
Propafenon bindet an kardiale Natriumkanäle, die Proteinbindung hierbei beträgt über 90 %. Durch eine vergleichsweise lange Bindungszeit ist Propafenon auch bei Ruhefrequenz wirksam. Im Gegensatz zu anderen Vertretern der Wirkstoffklasse beeinflusst es die Aktionspotentialdauer kaum, blockiert aber stark den schnellen Natriumeinstrom der Phase 0 (QRS-Erweiterung im Ruhefrequenzbereich). Dadurch, dass Propafenon strukturell mit Betablockern verwandt ist, besitzt es ebenfalls Lidocain- und Chinidin-artige Wirkung und kann auch Calciumkanäle und β-Kanäle blocken. Als unerwünscht anzusehen ist die Andockung an ATP-sensitive Kaliumkanäle in Herzmuskelzellen.

### Aufnahme und Verteilung im Körper (Pharmakokinetik)
Die enterale Resorption ist gut, trotzdem ist durch einen First-Pass-Effekt die Bioverfügbarkeit eingeschränkt (ca. 50 %). Die Plasmahalbwertszeit liegt bei 3–6 Stunden.

## Stereochemie
Propafenon enthält ein Stereozentrum und besteht aus zwei Enantiomeren. Hierbei handelt es sich um ein Racemat, also ein 1:1-Gemisch von (R)- und der (S)-Form:
| Enantiomere von Propafenon | Enantiomere von Propafenon |
| -------------------------- | -------------------------- |
| CAS-Nummer: 107381-31-7    | CAS-Nummer: 107381-32-8    |

## Handelsnamen
Monopräparate

Rytmonorm (D, CH) und Cuxafenon (D).